# Cousin
Cousin is een klein eiland (27 hectare) zo'n 2 kilometer voor de kust van Praslin, het tweede grootste eiland van de Seychellen. Het is een natuurreservaat, gerund door Nature Seychelles, een nationale non-profitorganisatie en partner van Birdlife International.

## Ecologisch herstel geslaagd
Tot 1986 was Cousin een kokosplantage. Er was toen weinig over van de inheemse vegetatie en als gevolg daarvan was de populatie seychellenrietzangers tot slechts 26 individuen gedaald. Daarop kocht Birdlife International, toen bekend als ICBP, het eiland om het ecologisch weer in originele staat te veranderen en zo de seychellenrietzanger voor uitsterven te behoeden. Jonge kokosplantjes werden verwijderd en de inheemse flora en fauna werden de vrije loop gelaten. Inmiddels is de populatie seychellenrietzangers op het eiland gestegen tot ongeveer 250 individuen. Daarnaast is deze soort overgebracht naar diverse andere eilanden (Cousine, Denis en Aride) en daarmee is het totale aantal vogels van deze soort meer dan 3000. Hiermee is de redding van deze soort een geslaagd voorbeeld van actieve natuurbescherming.

## Fauna en flora
Volgens een publicatie uit 2001 van BirdLife International is Cousin bedekt met bossen van voornamelijk Pisonia (familie Nyctaginaceae) en Morinda. Cousin is naast het voorkomen van de seychellenrietzanger voornamelijk bekend om de grote hoeveelheid nestelende zeevogels op het eiland. In totaal leven er 300.000 vogels op het eiland, waaronder 35.000 pijlstormvogels, opaalsternen (Gygis alba), fregatvogels, keerkringvogels en de Seychelse blauwe duif (Alectroenas pulcherrima) komen ook op dit eiland voor.
Verder is het eiland een van de plekken op aarde met de hoogste dichtheid aan hagedissen. Ook is het eiland de woonplaats van de zeer zeldzame seychellenreuzenschildpad. Karetschildpadden trekken tussen augustus en april naar de stranden van Cousin om hun eieren hier te leggen.

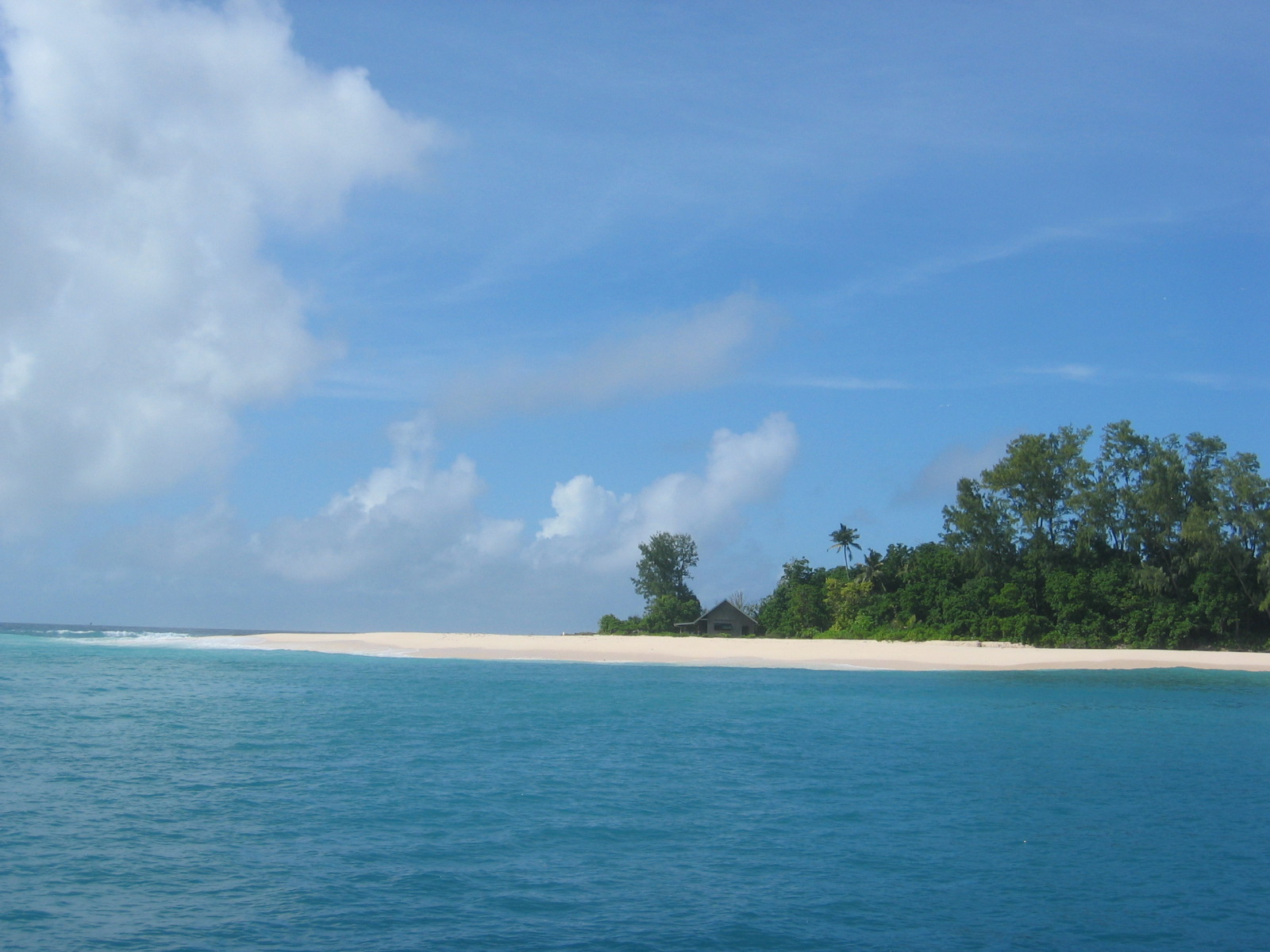
Cousin